# Guldpokalen

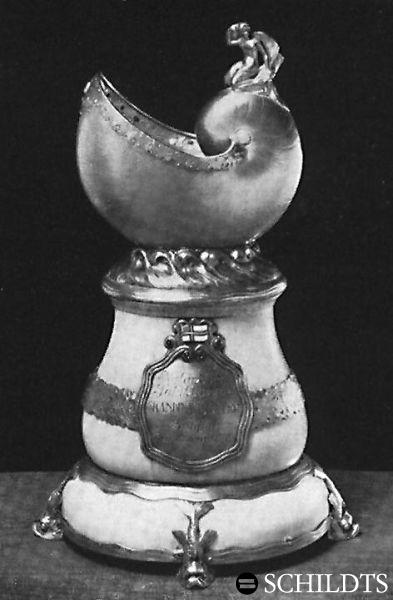
Guldpokalen

Guldpokalen är namnet på den ständigt vandringstrofé i segling, som 1919 uppsattes av Nyländska Jaktklubben. Det är en skulptur, föreställande en snäcka, av rent guld, flytande på små stiliserade vågor av grön emalj på en fot av elfenben.
Från 1922 blev pokalen en av de mest eftertraktade inom seglingssporten och den högst värderade i den internationella 6m-klassen. En båt för varje nation får delta i den årliga seglingen om Guldpokalen, och vinnare för året blir den nation vars båt först vunnit tre seglingar. Arrangör är vanligtvis det land som senast vunnit. Guldpokalen var ursprungligen uppställd i 40 m²-klassen. Mellan 1922 och 1953 seglade man i 6m-klassen och från 1953 i 5.5m-klassen.
Konstruktioner av Gustaf Estlander hemförde 1927, 1929 och 1930 vandringspokalen till Sverige med båtarna May Be, med rorsman Sven Salén, Ingegerd respektive Ian. Bland andra konstruktörer, vars båtar segrat ett flertal gånger i kappseglingen om denna pokal, märks norrmännen Johan Anker och Bjarne Aas samt amerikanen Olin Stephens.
Under senare år har i diverse kappseglingar uppställts pokaler, vars namn är efterbildningar av den ursprungliga Guldpokalen, från vilken man velat låna glans. Bland dessa märks bland andra Guldpokalen i folkbåt och Guldpokalen i drake.